# تالکوتویل (نیویورک)
تالکوتویل (به انگلیسی: Talcottville) یک منطقهٔ مسکونی در ایالات متحده آمریکا است که در شهرستان لویس، نیویورک واقع شده‌است. تالکوتویل ۳۴۵٫۹۵ متر بالاتر از سطح دریا قرار دارد.